# Wapen van de heerlijkheid Bennebroek

Wapen van de heerlijkheid Bennebroek (1819)

Het wapen van de heerlijkheid Bennebroek werd op 14 juli 1819 bevestigd voor de heerlijkheid Bennebroek.

## Geschiedenis
Het wapen van de heerlijkheid Bennebroek werd in 1819 bevestigd door, en opgenomen in het register van de Hoge Raad van Adel. Dit gebeurde op verzoek van Johanna Maria Nutges (1784-1858) die sinds 1816 vrouwe van Bennebroek was. Het wapen werd eveneens gevoerd door de gemeente Bennebroek aan welke dat in 1971 werd verleend.

## Blazoenering
De blazoenering van het wapen luidt als volgt:
Een rood schild beladen met een gouden dwarsbalk.

## Verwant wapen

Wapen van de gemeente Bennebroek

Aagtekerke
· Baak
· Bennebroek
· Blitterswijk
· Cadier
· Cleverskerke
· De Vuursche
· Dorenweerd
· Geersdijke
· Hemmen
· Hensbroek
· Hoogkerk, Leegkerk en Dorkwerd
· Kattendijke
· Kerkwijk
· Laag Nieuwkoop
· Lede en Oudewaard
· Lichtenberg
· Limmen
· Nederveen-Cappel
· Oostwaard
· Oostcapelle
· Poortvliet
· Sint Philipsland
· Verwolde
· Wanssum
· Westervoort
· Wisch
· Wiskerke
· Zaanen